# Han Meilin
Han Meilin (韓美林T, 韩美林S, Hán MěilínP; Jinan, 26 dicembre 1936) è un artista, pittore e scultore cinese.

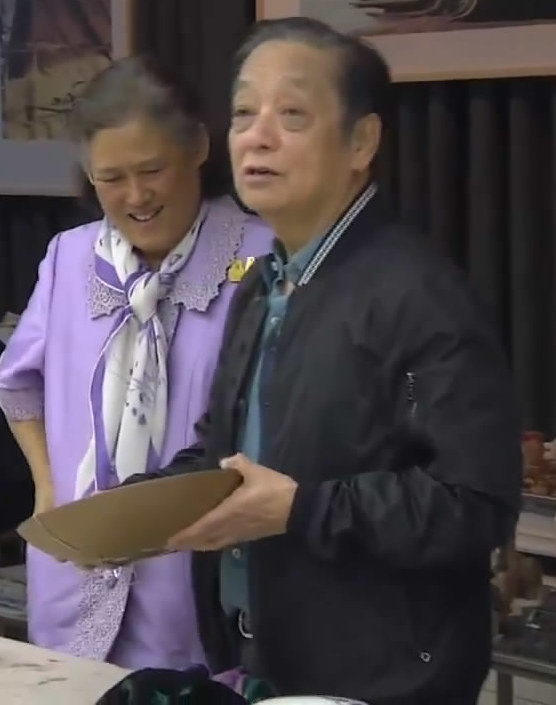
Han Meilin e Princess Sirindhorn, nel 2018.

Conosciuto per aver disegnato le bambole Fuwa, mascotte ufficiali dei Giochi della XXIX Olimpiade a Pechino, e il logo della Air China è l'unica personalità cinese nominata Artista per la Pace dall'UNESCO. Torturato durante la Grande rivoluzione culturale, oggi è considerato uno dei principali artisti contemporanei della Cina.

## Biografia
Han è stato ammesso nel 1955 all’Accademia Centrale di Arte e Design di Pechino, poi incorporata nell’Università Tsinghua. Nel 1968, un anno dopo l'inizio della Grande rivoluzione culturale, è stato catturato, torturato e condannato ai lavori forzati in una fabbrica di porcellana di Huainan nella provincia di Anhui. Rilasciato nel 1972, è diventato uno dei principali artisti contemporanei cinesi. A lui sono dedicati tre musei a Pechino, Hangzhou e Yinchuan. La sua prima mostra al Museo d'Arte Nazionale della Cina, ha attirato oltre 200.000 visitatori in 21 giorni.
Oggi ricopre la carica di professore e vicepresidente del Consiglio Accademico dell'Università Tsinghua oltre a quella di tutor per i dottorandi dell’Accademia Nazionale Cinese di Arte. È, inoltre, membro esecutivo della Commissione plenaria del partito Comunista e dell’Istituto centrale di ricerca per la Cultura e la Storia, presidente della Commissione per le Arti ceramiche dell’Associazione degli artisti cinesi, vice-presidente dell’Associazione dei cinesi uniti nel mondo, presidente della Commissione di pittura e calligrafia dell’Associazione di arte e scultura cinese, membro permanente della Commissione per la promozione della riunificazione pacifica cinese e autore speciale per il Dipartimento Creativo di Ricerca dell’Associazione degli autori cinesi.

## Carriera
Han è un artista poliedrico che spazia dalla pittura alla calligrafia, dalla scultura alla ceramica, dal design alla letteratura. Nel 1980 ha portato negli Stati Uniti Mostra di opere personali, un tour che ha fatto tappa in 21 città tra cui Boston e New York e durante il quale ha ricevuto la “chiave d’oro” della città di San Diego come cittadino onorario. 
Lo stesso anno, la città di Manhattan ha dichiarato il 1º ottobre la Giornata di Han Meilin. Nel 1983 sei dei suoi lavori sono stati scelti per la realizzazione delle cartoline stampate dalle Nazioni Unite in occasione del Natale. Nel 1989 è stato il protagonista di tre mostre al Crown Art Center di Taipei, tra il 1991 e il 1994 ha esposto in Canada, Malesia, Hong Kong e India.
Nel 2008 ha disegnato le Fuwa, le cinque mascotte delle Olimpiadi di Pechino, e i simboli che hanno rappresentato i singoli sport per la medesima manifestazione. È, inoltre, autore del logo a forma di fenice di Air China, compagnia aerea per la quale ha progettato anche il design degli interni. 
Il 15 ottobre 2015 è stato nominato Artista per la Pace dall’UNESCO, unico artista cinese a ricevere tale onorificenza “in riconoscimento del suo impegno a lungo termine per promuovere l'arte e l'educazione artistica in Cina, il suo sostegno a fornire un'istruzione di qualità per i giovani, in particolare attraverso progetti condotti da Art Foundation Han Meilin, e la sua dedizione agli ideali e obiettivi dell'organizzazione”.
In occasione della consegna del riconoscimento ha dichiarato di voler donare all'Unesco una statua di bronzo di 7 metri intitolata Guardiano della Pace, per il 70º anniversario dell'organizzazione.
Ad ottobre 2016, su iniziativa della Venice International University e della China Italy Dialogue Association, Ca’ Foscari Esposizioni ospita, per la prima volta in Europa, le sue opere nella mostra Il Mondo di Han Meilin a Venezia, prima tappa di un tour internazionale che porterà 200 dipinti e sculture del maestro cinese in giro per il mondo. La Mostra ha come curatore capo l’Ambasciatore Umberto Vattani, vi ha collaborato nella curatela il professor Zhao Li ed è stata organizzata da Università Ca' Foscari Venezia, Venice International University, Han Meilin Foundation e China Italy Dialogue Association, con il Patrocinio del Ministero degli Affari Esteri e della Cooperazione Internazionale, del Ministero dei Beni e delle Attività Culturali e del Turismo, del Comune di Venezia e dell’Ambasciata della Repubblica Popolare Cinese presso la Repubblica italiana.

## Opere

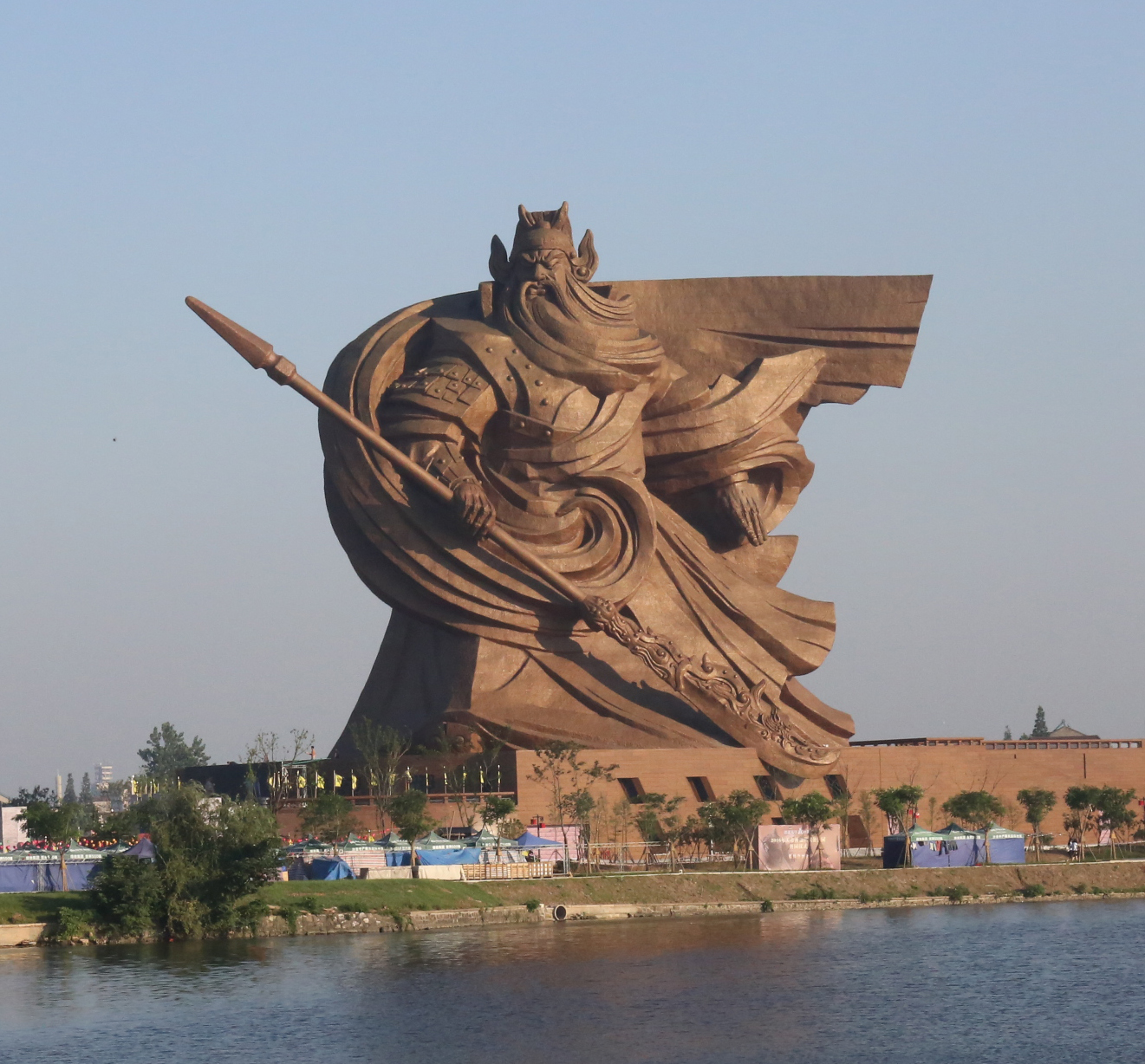
Statua del generale cinese Guan Yu eretta nell'omonimo parco a Jingzhou, Hubei.

Han Meilin è un artista prolifico e, nel corso della vita, ha realizzato numerose serie di dipinti, spesso raffiguranti animali, che si caratterizzano per la loro adesione a tecniche artistiche tradizionali cinesi. Per citarne alcuni Meilin's Paintings, Art Work of Han Meilin, Mountain Flowers in Full Bloom, Still on the Earth, 100-chicken Paintings, Painting Collection of Han Meilin e Selection of Arts and Crafts Works of Han Meilin. Ha disegnato francobolli per lo Stato cinese nel 1983 e nel 1985. Ha, altresì, lavorato alla scultura del Five-Dragon Clock Tower per le Olimpiadi di Atlanta nel 1996. 
Nel Guan Yu Park di Jingzhou, in Hubei, ha eretto una gigantesca statua (58 metri di altezza per 1320 tonnellate, costruita con più di 4.000 strisce di bronzo) che raffigura il famoso generale cinese Guan Yu.
Ha realizzato il Tiger Group nella città di Dalian nella provincia di Liaoning, il Bufalo n°1 per Jinan e la Cock Crows to Herald the Break of Day per Zibo, nella provincia di Shandong, il Bufalo Sacro per la città di Sheoku, un bufalo di bronzo adorno di una perla luminosa e il Re del Chu dell'Ovest (Xiang Yu) in acciaio inossidabile per la città di Shenzen nella provincia di Guangdong.